# غوستاف غروندغنس
غوستاف غروندغنس (بالإنجليزية: Gustaf Gründgens)‏ (و. 1899 – 1963 م) هو مخرج أفلام، وممثل مسرحي، وممثل أفلام، ومنتج أفلام، ومشرف، من ألمانيا، ولد في دوسلدورف، توفي في مانيلا، عن عمر يناهز 64 عاماً، بسبب نزف داخلي، وجرعة زائدة.

## جوائز
حصل على جوائز منها:
- نيشان صليب قائد فرسان من رتبة استحقاق جمهورية ألمانيا الاتحادية.

## وصلات خارجية
- غوستاف غروندغنس على موقع IMDb (الإنجليزية)
- غوستاف غروندغنس على موقع روتن توميتوز (الإنجليزية)
- غوستاف غروندغنس على موقع مونزينجر (الألمانية)
- غوستاف غروندغنس على موقع ألو سيني (الفرنسية)
- غوستاف غروندغنس على موقع ميوزك برينز (الإنجليزية)
- غوستاف غروندغنس على موقع أول موفي (الإنجليزية)
- غوستاف غروندغنس على موقع قاعدة بيانات الأفلام السويدية (السويدية)
- غوستاف غروندغنس على موقع ديسكوغز (الإنجليزية)
- غوستاف غروندغنس على موقع قاعدة بيانات الفيلم (الإنجليزية)
- غوستاف غروندغنس على موقع كينوبويسك (الروسية)